# رمزنگاری نانس

ارتباط مدل کارخواه-کارساز نوعی در طی یک روند اصالت سنجی نانس. شامل کارخواه و کارساز نانس.

در مهندسی امنیت، نانس عبارت است از تعدادی عدد دلخواه که تنها یکبار برای امضای یک ارتباط استفاده می‌شود.
امنیت بلاک‌چین هم از این طریق تأمین می‌شود. به تعبیری بلاک‌چین امن، مدیون نانس است. نانس یک عدد تصادفی و یکبار مصرف است. این عدد تصادفی در طول زمان تغییر می‌کند و ثابت نیست.
همان‌طور که می‌دانید، بلاکچین بستری برای ایجاد رمزارزها است. برای اینکه بلاکچین امن باقی بماند، داده‌های بلاک‌های قبلی به صورت یک سری اعداد یا حروف رمزگذاری یا به اصطلاح هش می‌شوند.

این عمل با پردازش ورودی بلاک از طریق یک تابع انجام می‌شود که یک خروجی با طول ثابت و مشخص به ما می‌دهد. تابعی که برای ایجاد این موضوع به کار می‌رود یک تابع ثابت است؛ به این معنا که هر زمان که همان ورودی به آن داده شود، نتیجه تغییر نخواهد کرد. 

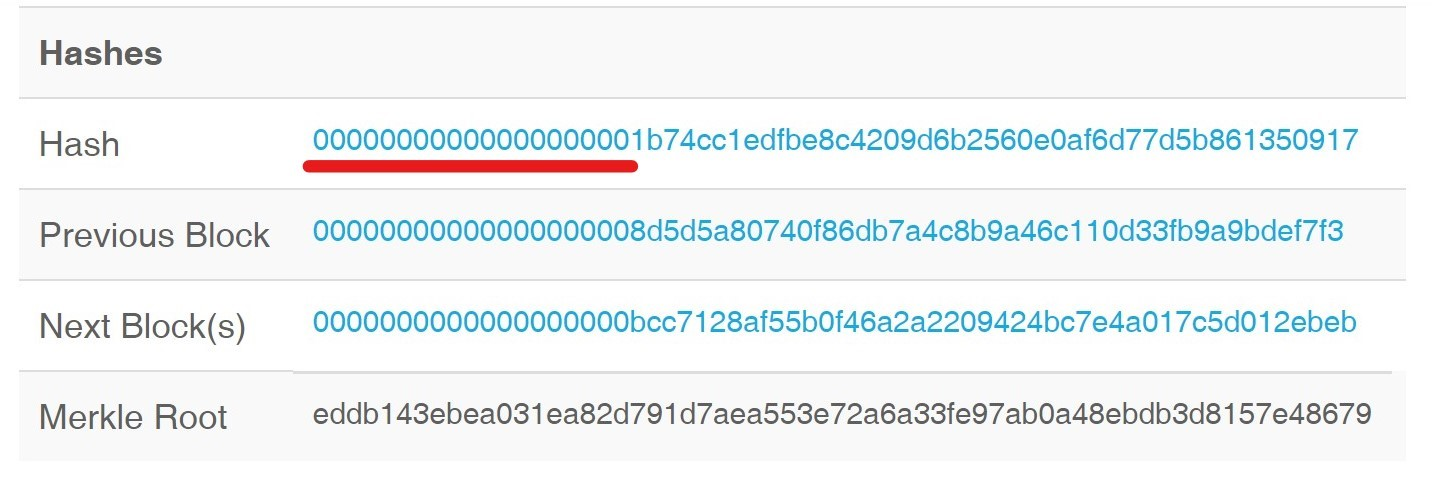

نانس کوتاه‌شدهٔ عبارت Number Only used Once به معنای عددی یکبار مصرف است. این عدد به یک بلاک رمزنگاری‌شده اضافه شده و باعث می‌شود عملیات رمزنگاری نهایی با یک درجهٔ سختی مشخص صورت بگیرد. نانس در حقیقت عددی است که ماینرهای شبکه در تلاش‌اند آن را پیدا کنند. پیدا کردن نانس قابل قبول، مهم‌ترین فاکتور برای اضافه‌شدن بلاک جدید به بلاک‌چین است؛ به همین خاطر به اولین ماینری که نانس معتبر را پیدا کند پاداش داده می‌شود.